# René Pellos
 (octobre 2018).
René Pellos, né René Marcel Pellarin le 22 janvier 1900 à Lyon et mort le 8 avril 1998 à Cannes, est un scénariste et dessinateur de bande dessinée français.

## Biographie
De parents savoyards, le jeune René Pellarin, futur Pellos, naît dans le premier arrondissement de Lyon, le 22 janvier 1900. Ses parents tentent de lui faire suivre une formation à l'école des Beaux-Arts de Genève qu'il quitte en claquant la porte dès la première leçon. Pellos n'aura donc appris son métier que « sur le tas ». Son « coup de patte » lui permet d'entrer à l'âge de 16 ans comme dessinateur de presse dans un journal satirique genevois : Guguss', revue de Louis Bron, célèbre pour son engagement contre la prohibition de l'absinthe, puis dans d'autres journaux régionaux.
Parallèlement, il pratique le hockey sur gazon et, à l'âge de 16 ans, avec des camarades collégiens, il fonde le club de Varembé. Par la suite et durant une dizaine d'années, il est un des piliers de la première équipe du Servette Hockey Club de Genève. Ses qualités de centre-demi lui valent d'être sélectionné pour le premier match international de l'équipe suisse, en 1922, puis pour les Jeux Olympiques d'Amsterdam, en 1928. Il pratiqua également le football, le rugby à XV, la boxe et collabore à des journaux sportifs. C'est dans cet esprit qu'au milieu des années 50, il a livré une bande dessinée sportive, Rock Gérard, au journal IMA, l'ami des jeunes.
En 1930, il s'installe à Paris et commence sa carrière dans des périodiques tant généralistes que spécialisés dans le sport. Ses travaux en tant qu'illustrateur sportif, publiés dans de nombreux périodiques, sont « de premier ordre ». Rapidement adopté par le public, il lui est proposé de suivre le Tour de France, dont il devient le dessinateur de presse et caricaturiste fétiche pendant de nombreuses années. La carrière de Pellos est prolifique en bandes dessinées et, même s'il ne s'agit pas de son œuvre majeure, sa production d'une centaine d'albums des Pieds Nickelés (série de bande dessinée créée par Louis Forton) en 30 ans, après la Seconde Guerre mondiale, marque l'univers de la BD. Pellos la reprend à partir de 1948 et poursuit jusqu'en 1981. Moins connu, mais sans doute plus original, il révolutionne le style science-fiction avec Futuropolis, une bande dessinée d'anticipation parue dans Junior de 1937 à 1938, dans laquelle il multiplie les audaces esthétiques. Il propose également de nombreuses créations dans des périodiques pour la jeunesse.
Veuf depuis 1984, Pellos est décédé le 8 avril 1998 à Cannes à l'âge de 98 ans, alors qu'il était le doyen des dessinateurs de bandes dessinées français.

### Presse sportive et livres pour enfants
- Match l'intransigeant de 1931 à 1939,
- Cahiers de la France sportive en 1941,
- Sport digest de 1949 à 1952,
- Miroir Sprint de 1949 à 1971,
- Sport sélection de 1953 à 1957.
- Sport-Mondial de 1956 à 1967.
- Miroir du cyclisme de 1961 à 1982.

Ses caricatures sur le Tour de France lui valent une véritable notoriété. Ses montagnes prennent visage humain, rient, s'étonnent ou deviennent menaçantes au passage des coureurs  grimaçant sous l'effort. Il croque pendant des années les vedettes du peloton mais aussi les obscurs, les porteurs d'eau, pour des titres comme Miroir du Cyclisme, Miroir Sprint ou Sport Mondial. Antonin Magne, Fausto Coppi, Federico Bahamontes, Jacques Anquetil, Eddy Merckx et bien d'autres sont immortalisés sur le papier, souvent grimaçant sous l'effort ou s'envolant dans les cols.

### La montagne
Passionné de montagne, il passe près de la moitié de sa vie près du Mont Blanc, à Saint-Gervais-les-Bains. Il l'illustre en couleurs, dans des livres pour enfants de Philippe Gaussot parus vers 1946 chez l'éditeur Jean Landru à Chamonix : You-pi le chamois, et Hoppy la marmotte.Tschirb le choucas, annoncé, n'est cependant jamais paru.  Il illustre notamment deux romans d'Herman Grégoire : Mademoiselle Hortense dans les grottes et le Parapluie de Mademoiselle Hortense. Le premier aux éditions Régrier, Chavany et Cie en 1946, le dernier aux éditions Archat en 1945. Un autre titre du même personnage, Les aventures de Mademoiselle Hortense, est illustré quant à lui par Roger Sam en 1944 chez Archat.

## Ses principales séries
- Durga Râni, reine des jungles — transposition au féminin du Livre de la jungle de Rudyard Kipling —, série débutée dans l'hebdomadaire Fillette en décembre 1947, rééditée en 1976 en deux volumes aux Éditions SERG, avec une préface d'Henri Filippini,  (ISBN 2-85869-013-8)
- Futuropolis, première bande dessinée de science-fiction d'origine française publiée de 1937 à 1938 dans l'hebdomadaire Junior et éditée en album chez Glénat en 1977 puis en 1999 — la série a donné son nom à une librairie devenue ensuite la maison d'édition Futuropolis
- Les Pieds nickelés, de 1948 à 1981

### Autres travaux
- Henry Clérisse, La Conquête du Grand Nord, illustrations de Pellos, Nouvelle Collection d'Auteurs Français, Paris, 1936
- Henry Clérisse, Les Contes de la brousse et du bled, illustrations de Pellos, Nouvelle Collection d'Auteurs Français, Paris, 1936
- Henry Clérisse, Mâli, illustrations de Pellos, Nouvelle Collection d'Auteurs français, A. Beurq Éditeur, Paris
- Jean-Paul Tibéri et René Pellos (postface Raymond Poulidor), Pellos dessinateur sportif, Poitiers, Michel Fontaine, 1985 (ISBN 978-2-904237-07-2).

## Prix
- 1976 : Grand prix de la ville d’Angoulême[4].
- 1983 : Médaille du mérite cycliste.